# Kloster Eaunes

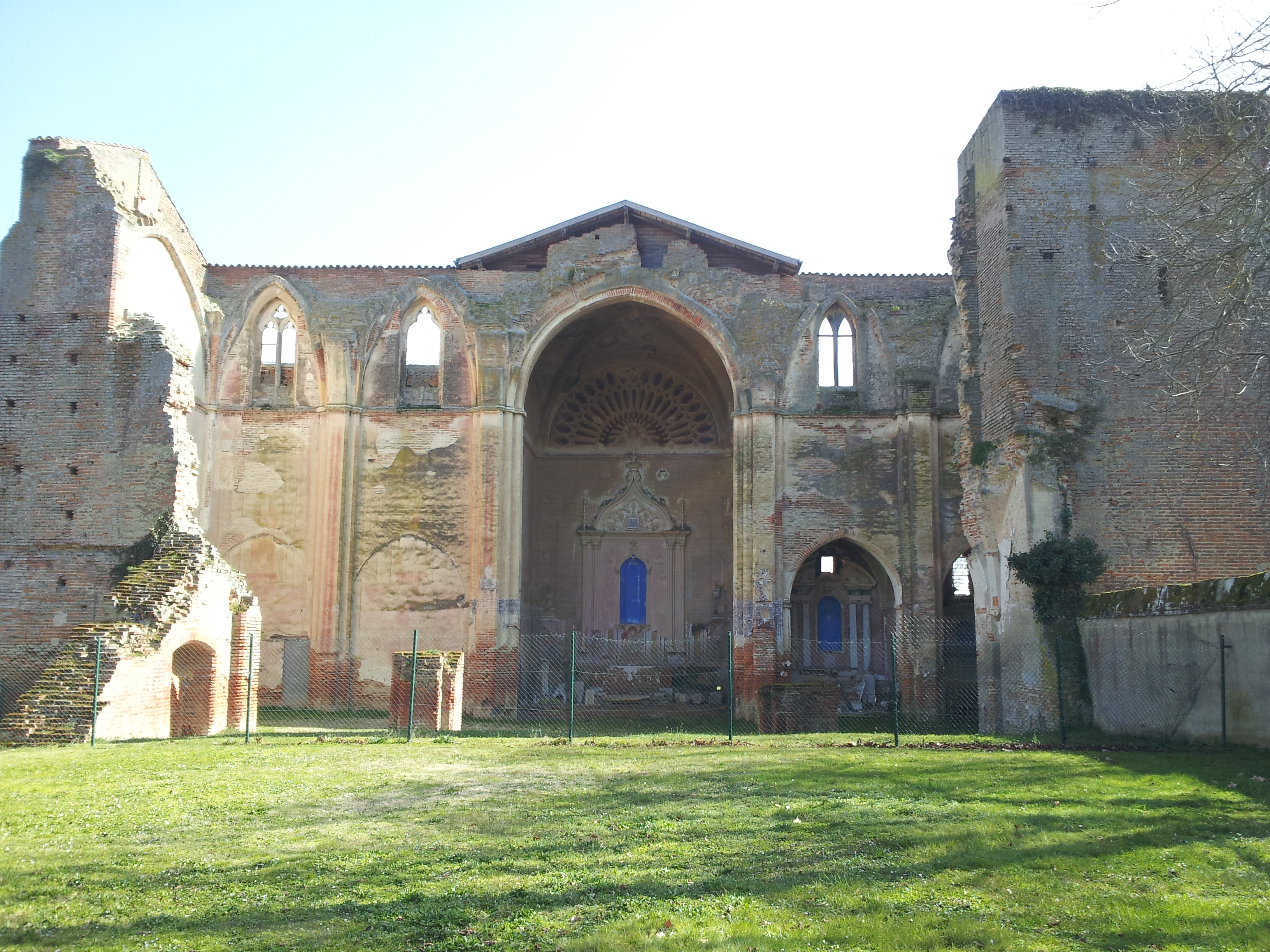
Abtei La Clarté-Dieu (Eaunes) - Altes Kirchenschiff und Querschiff

Das Kloster Eaunes (La Clarté-Dieu; Elnae) war eine Zisterzienserabtei in der französischen Gemeinde Eaunes im Département Haute-Garonne der Region Okzitanien. Sie liegt rund sechs Kilometer südöstlich von Muret im Land von Comminges. Es darf nicht mit dem Kloster La Clarté-Dieu im Département Indre-et-Loire, einem Tochterkloster von Kloster Cîteaux, verwechselt werden.

## Geschichte
Die im Jahr 1150 auf Veranlassung der Herren von Montaut und des Erzbischofs von Auch gegründete und mit Mönchen aus Kloster Berdoues besetzte Abtei gehörte der Filiation der Primarabtei Morimond an. Nach den Religionskriegen wurden die Gebäude 1661 wiederhergestellt. Nach der Französischen Revolution wurden sie verkauft und ab 1796 großenteils abgebrochen und im Übrigen in ein landwirtschaftliches Anwesen verwandelt. Die teilweise erhaltene Kirche wurde zur Pfarrkirche.

## Bauten und Anlage
Von der in Ziegelbau errichteten, kreuzrippengewölbten Kirche sind der Chor mit flachem Abschluss, das Querhaus mit zwei rechteckigen Kapellen auf jeder Seite und der Ansatz des schon im 17. Jahrhundert aufgegebenen Langhauses erhalten. Die Klausur liegt nördlich (links) von der Kirche. Der Mönchsbau wird restauriert.